# Hailey (Idaho)
Hailey é uma cidade localizada no Estado americano de Idaho, no Condado de Blaine.

## Demografia
Segundo o censo americano de 2000, a sua população era de 6200 habitantes.
Em 2006, foi estimada uma população de 7751, um aumento de 1551 (25.0%).

## Personalidades naturais ou relacionadas com Hailey
- Ezra Pound, poeta
- Mats Wilander, jogador de ténis, vencedor de sete torneios do Grande Slam
- Rumer Willis, atriz
- Demi Moore, atriz
- Laverne Fator, integrante da U.S. Racing Hall of Fame

## Geografia
De acordo com o United States Census Bureau tem uma área de
8,2 km², dos quais 8,2 km² cobertos por terra e 0,0 km² cobertos por água. Hailey localiza-se a aproximadamente 1621 m acima do nível do mar.

## Localidades na vizinhança
O diagrama seguinte representa as localidades num raio de 44 km ao redor de Hailey.